# Celine Müller
Celine Müller (* 1995) ist eine Schweizer Unihockeyspielerin, die beim Nationalliga-A-Verein UHC Laupen unter Vertrag steht.

## Karriere
Müller begann ihre Karriere im Nachwuchs vom UHC Zugerland.
2015 debütierte sie in der ersten Mannschaft des Zug United in der Nationalliga A. Sie verstärkte die Defensive der Zuger Mannschaft schon nach wenigen Spielen und entwickelte sich zu einer der besten Defensivspielerinnen von Zug United. Sie zeigte sich als eine Zweikampf starke Spielerin mit einer hervorragender Spielübersicht. Am 11. April 2017 gab Zug United die Vertragsverlängerung um ein Jahr bekannt.
Zur Saison 2019 wechselte sie in die Nationalliga B zu den Hot Chilis Rümlang-Regensdorf.
Nach zwei Jahren bei den Hot Chilis wechselte sie zum Nationalliga-A-Vertreter UHC Laupen.